# フレデリック・ロー・オルムステッド

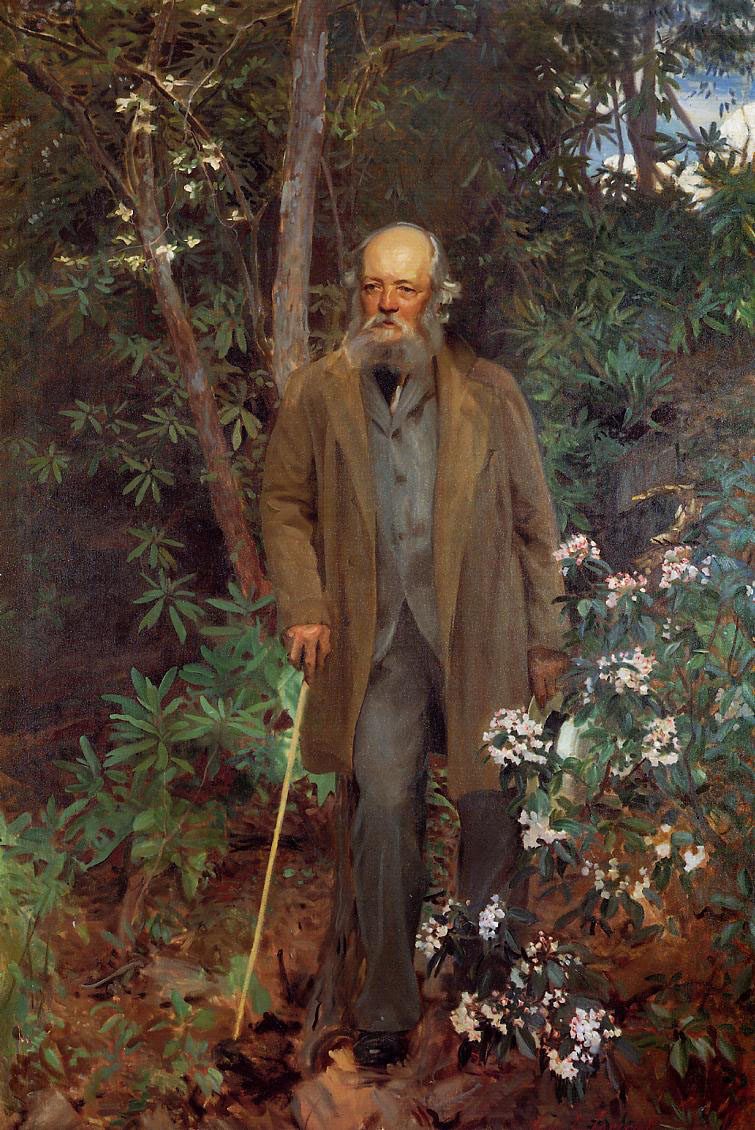

フレデリック・ロー・オルムステッド（Frederick Law Olmsted、1822年4月26日-1903年8月28日）は、アメリカ合衆国の造園家。都市計画家。「ランドスケープ・アーキテクト」を最初に公式に名乗った人物。
ジャーナリスト、社会評論家、公共管理者でもあり、彼はアンドリュー・ジャクソン・ダウニングとともに、一般にアメリカ人造園界の父であると考えられている。また紀行作家でもあった。
ジャーナリズムとしては1854年、テキサスのイーグルパスを訪れ、多くの奴隷狩人や逃亡奴隷がピエドラス・ネグラスの町に住んでおり、またダンカン砦の兵士やならず者が利用する多くの酒場や賭博場があることを知り、奴隷制度廃止論者アドルフ・ドゥエイと共に新聞を買収、論を展開した。
オルムステッドの作は、シニア・パートナー・カルバートヴォーとの共同設計でニューヨーク市にあるセントラルパークやプロスペクトパークなど、その都市で有名かつよく知られている公園を含め、アメリカ初の市立公園エルムパーク（ウースター (マサチューセッツ州)）など多くの人に認識されている。
オルムステッドが関与していた同国初のという冠が付く他のプロジェクトは、最も古い協調システムが含まれているニューヨーク・バッファローの公共の公園やパークウェイ、
ナイアガラの滝：同国最古の州立公園、
イリノイ州リバーサイド ; 米国で最初の計画されたコミュニティの一つ、
ケベック州モントリオールのマウントロイヤルパーク、
ボストンのエメラルドネックレス、
ハイランドパーク ; ニューヨーク・ロチェスター、
デトロイト川ベルアイルパーク ; ミシガン州デトロイト、
プレスクアイルパーク ; ミシガン州マルケット、
公園でのグランドネックレス ; ウィスコンシン州ミルウォーキー、
チェロキー公園内全体の公園やパークウェイシステム ; ケンタッキー州ルイビル、 
735エーカー（297ヘクタール）の森公園：マサチューセッツ州スプリングフィールド、
アメリカの最初の公共用プール、 
ジョージワシントンヴァンダービルトII エステート：ノースカロライナ州アッシュビル、
など。
大学キャンパスマスター計画は、
カリフォルニア州パロアルトに近いカリフォルニア大学バークレー校とスタンフォード大学 などのためだけでなく、オンタリオ州セント キャサリンズのモンテベロパーク・ローレンス・スクールなどもある。
シカゴでは、ジャクソンパーク、ワシントンパーク、ミッドウェープレザンスの他、 
世界コロンビア博覧会（シカゴ万国博覧会 (1893年)）マスタープラン、シカゴのエメラルドのネックレスでは南部分大通りのリング、シカゴ大学のキャンパスなど。 
ニュージャージー州トレントンとCadwalader公園やワシントンD.C.ではアメリカ合衆国首都の建物郡を周囲の風景に取り組んだ。ワシントン記念塔は40年間の建設期間を経て1888年に開設。記念碑を展開する計画はダニエル・バーナムらと共同で関わった。
オルムステッドの造園の品質は当代一流と認識された。 特にニューヨーク市のセントラルパークで彼の作品は、米国でランドスケープアーキテクチュアに影響を与え続け、卓越した標準性を規定した。
成果の第二はヨセミテ渓谷、ナイアガラの滝、ニューヨーク州北部のアディロンダック地域、国立公園システムでの作業をはじめ、保全運動を推進。第三に、彼が組織した南北戦争中に北軍への医療サービスを提供することに大きな役割を果たした。

## 生涯
1822年、コネチカット州・ハートフォードで、富裕な商人一家の長男として生まれた。
当初、イエール大学への進学を希望していた。しかし15歳の時、漆かぶれが原因で一時的に視力が衰え進学を断念する。
牧師で農業技師でもあったフレデリック・バートンの下で3年間、農地改良等の訓練を受けた。その後も貿易や航海士などさまざまな職業についているが1844年、農業に進む決心をし、イエール大学で当時の科学的農法を学んで、後ニューヨーク市郊外にあたるスタテンアイランドで1854年までは、農場の経営にあたっていた。
その後経験したヨーロッパ旅行の体験記を刊行したところ評判になりしばらく執筆業をしていた他、
ジャーナリストのアドルフ・ドゥエイらとサン・アントニオ新聞買収にも関与するが、1857年、主催していた月刊誌が経営的にゆきづまり廃刊に至る失意の底におかれる。35歳のとき、偶然出会った友人にセントラル・パークの監督官の仕事を勧められたのが、転機となる。
こうして1858年からは造園関係の仕事を始め、イギリスの造園設計手法である風景式庭園をアメリカの公園設計手法に位置づけさせ、その中で曲線を多く用いる自然らしさを強調したスタイルを推し進めた。

## 注目すべきオルムステッドの業績
アメリカ国内
- イエローストーン国立公園 - アメリカ最初の国立公園

- ジョージ・ウォード・パーク（アラバマ州バーミングハム）

- ジャクソンパーク（元サウスパーク）イリノイ州シカゴ）
- 世界コロンビア博覧会会場マスタープラン1893年（イリノイ州シカゴ）
- ブラッドリーパーク（イリノイ州ピオリア）
- リバーサイドヴィレッジ住宅地（イリノイ州リバーサイド）

- レイクパーク（ウィスコンシン州ミルウォーキー）
- リバーパーク（現在はリバーサイドパーク ）ウィスコンシン州ミルウォーキー）
- ウエストパーク動物園（現ワシントンパーク）ウィスコンシン州ミルウォーキー）
- ヤーキス天文台周辺ランドスケープ（ウィスコンシン州ウィリアムズベイ）

- エリザベスパーク・ウェスト（コネチカット州ハートフォード）

- ウェストバージニア大学ウッドバーンサークル・ウェスト（バージニア州モーガンタウン）

- タッパンスクエア（オベリン大学キャンパスの再設計の一環として） オハイオ州オベリン）
- アートガーデン（オハイオ州クリーブランド）
- ライト兄弟ヒル（1938-1940） オハイオ州デイトン）
- オタワ公園（オハイオ州トレド）

- ルイスとクラークセンテニアル博覧会（オレゴン州ポートランド）
- チャールズ・ヘンリー・ジョーンズFilmoreファームにおける各種の公園（1880年頃 オレゴン州ポートランド）

- マウンテンビュー墓地（1865年　カリフォルニア州オークランド）
- 公共プレジャーグラウンド（カリフォルニア州サンフランシスコ）
- ピエモンテアベニュー（カリフォルニア州バークレー）
- フェアモントパーク（カリフォルニア州リバーサイド）

- セントラル・パーク（ケンタッキー州ルイビル）
- チェロキー公園（ケンタッキー州ルイビル）
- セネカパーク（ケンタッキー州ルイビル）
- イロコイパーク（ケンタッキー州ルイビル）
- ショーニーパーク（ケンタッキー州ルイビル）
- ルイビルのパークウェイ（ケンタッキー州ルイビル）

- ウォルナットヒルパーク（コネチカット州ニューブリテン）
- ウェストビル・エッジウッドパーク（コネチカット州ニューヘブン）
- エッジウッドパーク（コネチカット州ニューヘブン）
- エリザベスパーク （ハート＆ ウェストハートフォード ） コネチカット州ハートフォード）
- 生活研究所（1860年 コネチカット州ハートフォード）
- シーサイドパーク（1860年代 コネチカット州ブリッジポート）
- ビアズリーパーク（1884年 コネチカット州ブリッジポート）
- ハバードパーク（コネチカット州メリデン）

- シビックセンター公園（コロラド州デンバー）

- ドルイドヒルズ（ジョージア州アトランタ）
- オルムステッドリニアパーク（ジョージア州アトランタ）
- ピードモント公園（ジョージア州アトランタ）
- ブラッドレー邸庭園（現・ブラッドレー・オルムステッド庭園、コロンバス (ジョージア州)））

- ブランディワイン・パーク（1886年、デラウェア州ウィル）

- サウスマウンテンのリサーベーション （後継者、オルムステッドシニアによって行われる） ニュージャージー州エセックス郡）
- キャドワレイダー公園（ニュージャージー州トレントン）
- ブランチブルックパーク（1900年の再設計 ニュージャージー州ニューアーク）
- ブルックデール公園（1928年から1931年に建てられ ニュージャージー州ブルームフィールド ＆ モントクレア）
- フローラムパーク（ハミルトンとフィレンツェ（ビルト）トゥオンブリーの元所有不動産（現・フェアリー・ディキンソン大学キャンパス）ニュージャージー州フローハム）
- スキルマン・エピレプシー病院（後に北プリンストン発達センター）ニュージャージー州モンゴメリー）
- ワリーナンコ・パーク（1923年 ニュージャージー州ユニオン郡）

- トンプソンパーク（ニューヨーク・ウォータータウン）
- フレデリック・T.プロクター・パーク（ニューヨーク・ウティカ）
- クイーンズ森林公園（ニューヨーク・クイーンズ）
- コングレスパーク（ニューヨーク・サラトガスプリングス）
- ヴァンダービルト廟（モラヴィア墓地内　ニューヨーク・スタテン島）
- ダウニング公園（ニューヨーク・ニューバーグ）
- ニューヨーク州立精神病院（ニューヨーク・バッファロー）
- バッファローの公園システム（ニューヨーク・バッファロー）
- グランドアーミープラザ（ニューヨーク・ブルックリン）
- オーシャンパークウェイ（ニューヨーク・ブルックリン）
- プロスペクト・パーク（1868年完成、ニューヨーク・ブルックリン）
- 刑務所船烈士陵碑（フォート・グリーン・パーク　ニューヨーク・ブルックリン）
- イースタンパークウェイ（ニューヨーク・ブルックリン）
- フォート・グリーン・パーク（ニューヨーク・ブルックリン）
- ポイントショトーカ歴史地区（ニューヨーク・ポイントショトーカ）
- カイカットガーデン（ロックフェラー家の不動産 1897年から、 ニューヨーク・マウント・プレザント）
- セントラル・パーク（1853年から（1856年にオープン）カルヴァート・ヴォー 及びジェィコブ・レイ・モウルドらと ニューヨーク・マンハッタン））
- マンハッタンの2つのポンプハウス）
- バプテストに計画されたリゾートコミュニティ（ニューヨーク・ポイントシャトークア））
- フォート・トライオン・パーク（ニューヨーク・マンハッタン））
- モーニングサイド・パーク（ニューヨーク・マンハッタン））
- リバーサイドドライブ（ニューヨーク・マンハッタン））
- リバーサイドパーク（ニューヨーク・マンハッタン））
- マナーパーク（ニューヨーク・ラーチモント）
- ジェネシーバレーパーク（ニューヨーク・ロチェスター）
- セネカ・パーク（ニューヨーク・ロチェスター）
- ハイランドパーク（ニューヨーク・ロチェスター）
- メープルウッドパーク（ニューヨーク・ロチェスター）
- サフォーク郡グレート・リバー（ニューヨーク・ロングアイランド）
- ナイアガラの滝周辺整備（現在はナイアガラ・フォールズ州立公園）,1885年に ニューヨーク州ナイアガラ郡ナイアガラ・フォールズ）

- ビルトモア・エステート（ノースカロライナ州アッシュビル）
- ノースカロライナ州ディルワース 1890年）
- ノースカロライナ州パインハースト 1895年）

- シェルバーン農場（バーモント州シェルバーン）

- ボクタワーの敷地（フロリダ州レイクウェールズ）

- ペンシルベニア州Vandergrift町 1895）
- ネイ・オーグ公園（スクラントン (ペンシルベニア州)））
- フェアマウント・パーク（ペンシルベニア州フィラデルフィア）

- アトウォーターパーク（マサチューセッツ州スプリングフィールド）
- オイスター・ハーバーズ（マサチューセッツ州オスタービル）
- The Rockery（マサチューセッツ州イーストン）
- エルムパーク（1854 マサチューセッツ州ウースター）
- チャールズ・ヘンリー・ジョーンズのフィルモアファーム（1880年頃 マサチューセッツ州ウェストン）
- ロバート・トリート・ペインエステート（1866年頃、 マサチューセッツ州ウォルサム）
- ラグルスパーク/グロトン学校のキャンパス（マサチューセッツ州グロトン）
- サウスパーク（現在はケネディパーク） マサチューセッツ州グロトン）
- ミドル・スクール（マサチューセッツ州コンコード）
- ハンプデン郡森林公園（1893年に設計される、マサチューセッツ州スプリングフィールド）
- オルムステッド区歴史地区（マサチューセッツ州スワンプスコット）
- ニューベッドフォードのカントリークラブ（新クラブの活動に対応するために、ホールデンブラウネルの不動産を活用）マサチューセッツ州ダートマス）
- グレンマグナファームズ（マサチューセッツ州ダンバース）
- MITエンディコットハウス（マサチューセッツ州デダム）
- 市役所公園（1932年、オルムステッド・ブラザーズ会社のヘンリー・ヴィンセント・ハバードによって再設計された）マサチューセッツ州ニュートン）
- バトンウッド公園（マサチューセッツ州ニューベッドフォード）
- ワールド・エンド（かつてジョン・ブリューワー・エステート、1889年、マサチューセッツ州ヒンガム）
- ラグルスパーク（マサチューセッツ州フォールリバー）
- サウスパーク（現在はケネディパーク）マサチューセッツ州フォールリバー）
- ノースパーク（1901年マサチューセッツ州フォールリバー）
- ビーコンストリートワイドニング（マサチューセッツ州ブルックライン）
- フレデリックローオルムステッド国立史跡（マサチューセッツ州ブルックライン）
- ホイットマンタウンパーク、1875年頃（マサチューセッツ州ホイットマン）
- ボストン#エメラルド・ネックレス(マサチューセッツ州ボストン）
- バックベイフェンズ、アルボーウェイとリバーウェイ（マサチューセッツ州ボストン）
- チェアレスバンク（マサチューセッツ州ボストン）
- パインバンク岬（マサチューセッツ州ボストン）
- アーノルド植物園（マサチューセッツ州ボストン）
- ウッドアイランドパーク（ローガン国際空港拡張、1960年代の土地収用分） マサチューセッツ州ボストン）
- オルムステッドパーク（マサチューセッツ州ボストン）
- コモンウェルス・アベニュー - ブライトン（マサチューセッツ州ボストン）
- ジャマイカ池（マサチューセッツ州ボストン）
- チャールズタウンハイツ（マサチューセッツ州ボストン）
- ノースエンドパークとコップスヒルテラス（マサチューセッツ州ボストン）
- フランクリンパーク（マサチューセッツ州ボストン）
- プレジャーベイ（マサチューセッツ州ボストン）
- マディ河川改修（マサチューセッツ州ボストン）
- 旧ボストン・アンド・オールバニ鉄道（現メトロノース鉄道ハーレム線）駅群の景観設計）
- Masconomoパーク（マサチューセッツ州マンチェスター）
- マンチェスタータウンコモン（マサチューセッツ州マンチェスター）
- Fellsmere公園パークウェイ（1893 マサチューセッツ州モールデン）
- リン・ウッズ（マサチューセッツ州リン）
- エルムコート（マサチューセッツ州レノックス）
- タイラーパーク（オルムステッドに設計されたもののうち最小の公園） マサチューセッツ州ローウェル）

- エルムウッド墓地（ミシガン州デトロイト）
- ベルアイルパーク（1880年代マスタープランや風景 ミシガン州デトロイト）
- キャロル公園（ミシガン州ベイシティ）
- プレスクアイルパーク（ミシガン州マルケット）

- クッシングアイランド（メイン州）
- デアリングオークス（メイン州ポートランド）

- Sudbrookパーク（1889 メリーランド州ボルチモア）
- ローランド・パーク（メリーランド州ボルチモア）

- ユタ州議会議事堂の敷地マスタープラン（ユタ州ソルトレイクシティ）

- バトラー病院（ロードアイランド州プロビデンス）

- ギャローデット大学オルムステッドグリーン（ワシントンD.C.）
- 国立動物公園＋オルムステッド遊歩道（ワシントンD.C.））
- アメリカ合衆国首都整備（ワシントンD.C.）

- シアトルのさまざまな公園（ワシントン州シアトル）
- マニトーパーク及ロックウッド大通り（ワシントン州スポケーン）

その他の国
- モンテベロパーク（オンタリオ州セント・キャサリンズ）
- ビーチクロフト庭園（1870年頃 オンタリオ州ロッシュポイント）
- レイクハースト庭園（1870年頃 オンタリオ州ロッシュポイント）

- アップランズ（1907 ブリティッシュコロンビア州ビクトリア）

- ドルイドヒルズ（グルジア）

- マウントロイヤルパーク（パルク・モントレアール）1876年に発足 ケベック州モントリオール）

## オルムステッドによって設計されたアカデミックキャンパス
オルムステッドは、1857年と1895年の間、高校や大学のキャンパスを多く設計しました。 
1895年から1950年まで、オルムステッド・ブラザーズ（後継者）は父親の最初のプロジェクトをいくつか引継ぎしただけでなく、新しいものもデザインしている。（彼らの記事のプロジェクトを参照）一緒に、これらの作品はフレデリックローオルムステッドの中で最も有名なのを挙げたもので、いくつかはここにリストされていますが、全部は355件にものぼる。
- アラバマA&M大学のメインキャンパス（アラバマ州ハンツビル）
- アメリカン大学のメインキャンパス（ワシントンD.C.）
- オーバーン大学のメインキャンパス（アラバマ州オーバーン）
- バーウィックアカデミー（メイン州サウスバーウィック（1894年）
- ブリンマー大学（ペンシルベニア州ブリンマー（1885年）
- コルゲート大学低根拠（ニューヨーク・ハミルトン）
- コロラド州立大学（コロラド州フォートコリンズ）
- コーネル大学（ニューヨーク・イサカ（1867から1873年）
- デニソン大学（オハイオ州グランヴィル（1916年）
- フェアリー・ディキンソン大学（ニュージャージー州 マディソン）
- ギャローデット大学（ワシントンD.C.（1866年）
- グッドウィルホーム（メイン州ヒンクリー）
- グロトンスクール（マサチューセッツ州グロトン）
- グローブシティー大学（ペンシルベニア・グローブシティ）
- ローレンススクール中央キャンパス（ニュージャージー州ローレンス（1883-1901年）
- マンハッタンビルカレッジ（ニューヨーク）
- マイアミ大学（オハイオ州オックスフォード（1912年）
- ミドルスクール（マサチューセッツ州 コンコード）
- マウント・ホリヨーク大学（マサチューセッツ州サウスハドリー）
- ノーブルとグリーノー・スクール（マサチューセッツ州ボストン）
- オレゴン州立大学（オレゴン州コーバリス（1890年）
- フィリップスアカデミー（マサチューセッツ州アンドーバー（1891-1965年）
- マナガツオスクール（コネチカット州ポンフレット）
- セント・オールバンズスクール（ワシントンD.C.）
- スミス大学（マサチューセッツ州ノーサンプトン（1891-1909年）
- セントジョセフ・ヒル・アカデミー（ニューヨーク・スタテンアイランド）
- スタンフォード大学（カリフォルニア州パロアルト（メインクワッド（1887-1906年）とキャンパスマスタープラン（1886から1914年））
- トリニティカレッジ（コネチカット州ハートフォード）（1872から1894年）
- カリフォルニア大学バークレー校マスタープラン（1865年）
- シカゴ大学（イリノイ州シカゴ）
- メイン大学（メイン州オロノ）
- ロチェスター大学（ニューヨーク・ロチェスター）
- ワシントン大学（ミズーリ州セントルイス（1865から1899年）
- ウェルズリー大学（マサチューセッツ州ウェルズリー）
- エール大学（コネチカット州ニューヘブン）（1874年から1881年）